# Canyonville
Canyonville est une municipalité américaine située dans le comté de Douglas en Oregon. Lors du recensement de 2010, sa population est de 1 884 habitants.
Canyonville est située sur les rives de la South Umpqua. Selon le Bureau du recensement des États-Unis, la municipalité s'étend en 2010 sur une superficie de 0,97 mille carré (2,51 km2).
La localité, d'abord appelée Kenyonville, est fondée au milieu du XIXe siècle sur la route entre la Californie et l'Oregon. Canyonville devient une municipalité le 29 janvier 1901. Elle accueille le Seven Feathers Casino Resort (en).